# Comanche (Pferd)

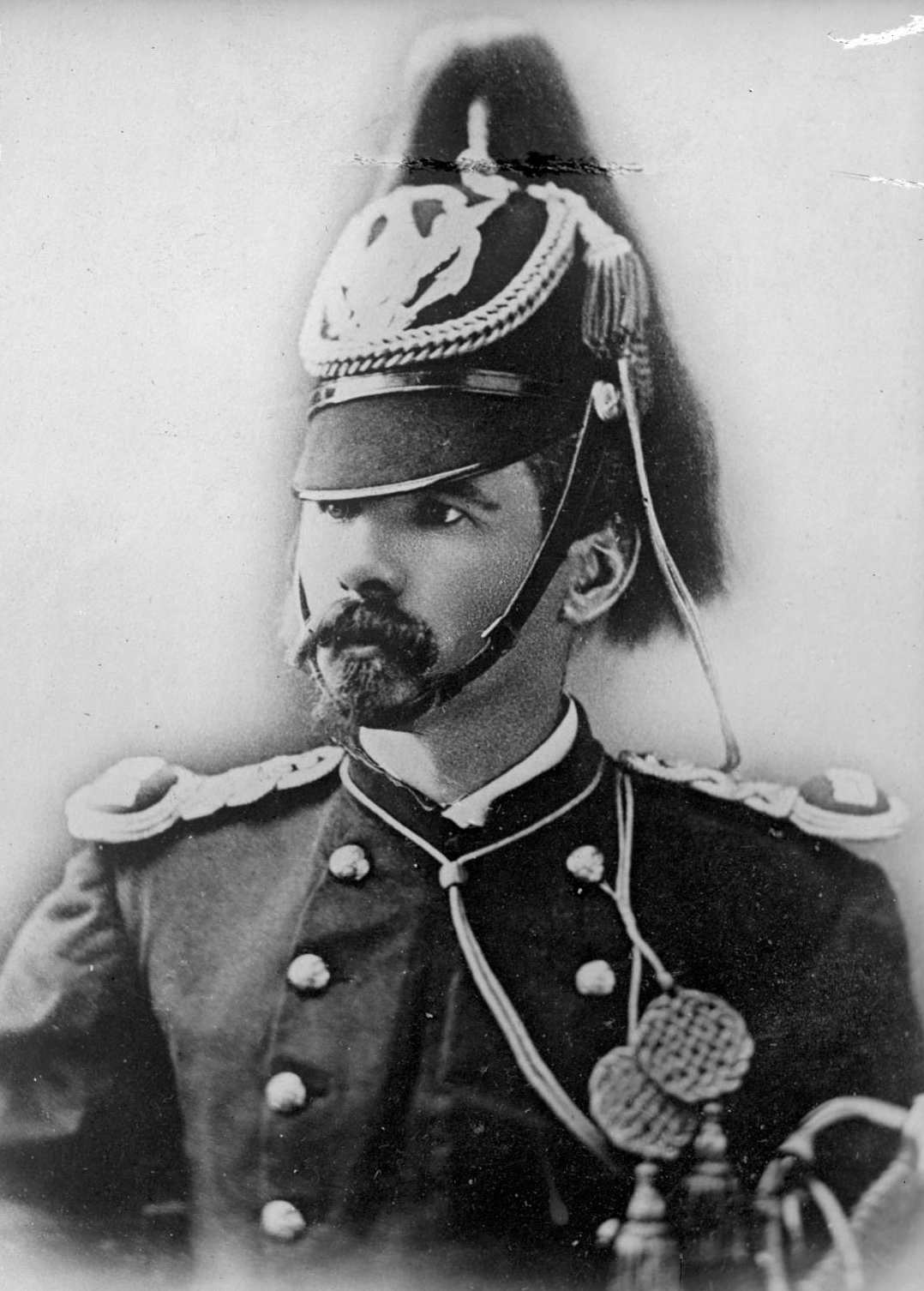
Captain Miles Walter Keogh in Paradeuniform, um 1872

Commanche in einem Armeecamp, um 1890

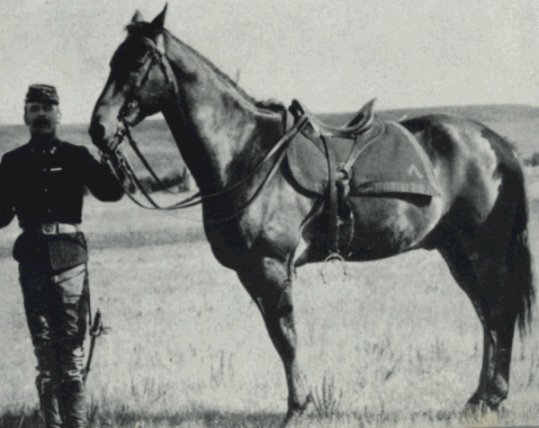
Gesattelt und aufgezäumt in Fort Riley kurz vor seinem Tod im Jahr 1891

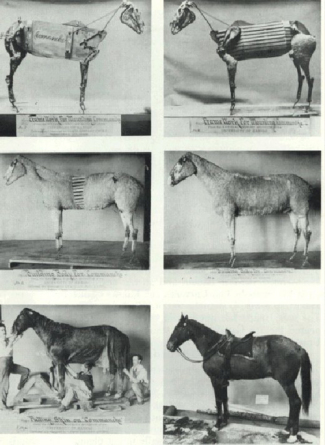
Präparationsvorgang

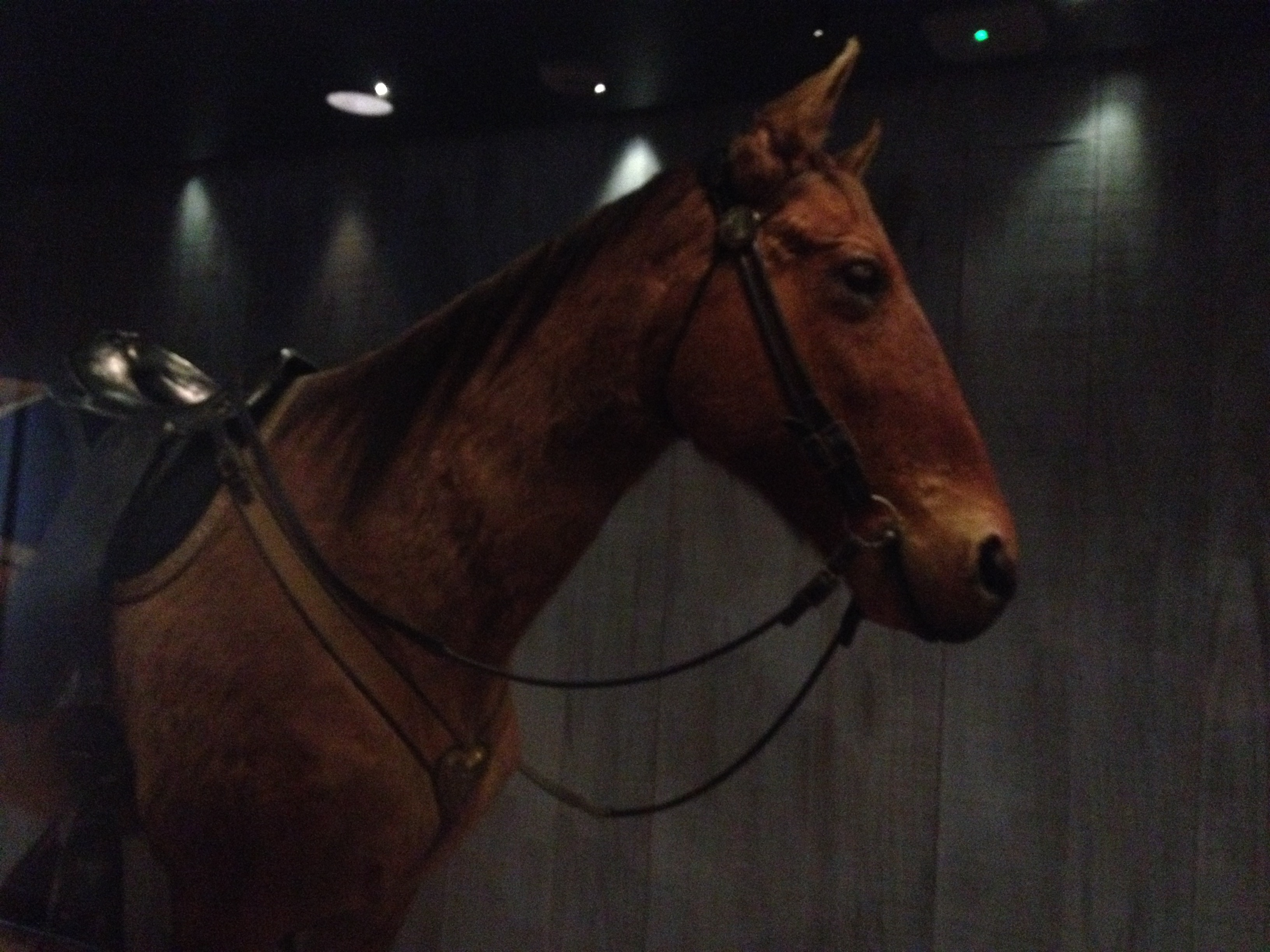
Comanche Präparat nach der Restaurierung, Museum für Naturgeschichte der Universität von Kansas (2015)

Comanche (* um 1862; † 7. November 1891) war ein US-Kavalleriepferd, das die Schlacht am Little Big Horn lebend überstanden hatte. Es galt lange als einziger überlebender Militärangehöriger der Schlacht, heute aber, als das einzige Individuum von George Armstrong Custers Bataillon, das vom Ort der Tragödie noch lebendig (wenn auch schwerverletzt) weggeführt werden konnte. Als Veteran vieler Kämpfe gegen die Indianer wurde dieses offensichtlich sehr robuste Tier dabei schon vorher mehrmals verwundet. Seine präparierten Überreste können im Museum of Natural History (Dyche Hall) der University of Kansas in Lawrence besichtigt werden.

## Verwendung in der 7. US-Kavallerie
Der Hengst Comanche wurde in freier Wildbahn geboren, später von „Mustangers“ (Pferdejägern) eingefangen, in einer Remontenstation in St. Louis kastriert und danach zum Kavalleriepferd abgerichtet. Man vermutete, dass er zu diesem Zeitpunkt schon etwa vier Jahre alt war und daher im Jahr 1862 geboren sein muss. Er war ein sog. „Fifteen-Hand-Bay-Wallach“, von dem man annahm, dass er gemischtrassig, teils Mustang, teils Morgan war. Er wird als 925 Pfund (419 kg) schwer, am Widerrist 15 Handbreit (150 cm) hoch, mit lehmfarbenen Fell, einem kleinen weißen, sternförmigen, Fleck auf der Stirn und von seinem Wesen her als sehr sanftmütig (und damit auch als Kutschpferd geeignet) beschrieben. Er wurde für 90 Dollar an die US-Army verkauft und zunächst nach Fort Leavenworth gebracht. Aufgrund vorangegangener Scharmützel mit den Indianern im Jahr 1868 mussten bei der 7. Kavallerie der Pferdebestand wieder aufgefüllt werden. Lieutenant Thomas Custer, der jüngere Bruder des Regimentskommandeurs Lieutenant Colonel George A. Custer, wurde deswegen nach Fort Leavenworth entsandt, um dort Ersatz zu beschaffen. Custer kehrte mit 41 frischen Pferden, darunter auch Comanche, zum Stützpunkt seiner Einheit in der Nähe von Fort Hays zurück. Am 3. April 1868 wurde er offiziell seinem Regiment zugewiesen, das damals in Ellis Station sein Hauptquartier aufgeschlagen hatte. Dort traf er am 19. Mai ein und wurde von Captain Myles Keogh ausgewählt. Comanche nahm an zahlreichen Einsätzen teil und wurde dabei zwölfmal verwundet, bewies dabei aber immer wieder eine bemerkenswerte Zähigkeit und Unerschrockenheit. Der Legende nach soll das Tier am 13. September 1868, im Zuge eines Gefechts mit einer Gruppe Comanchen, von einem Pfeil an der Hinterhand getroffen worden sein, trug Captain Keogh jedoch weiterhin unbeirrt durch das Kampfgetümmel. Ein Soldat, der den Vorfall beobachtet hatte, berichtete später, dass es dabei auch „...wie ein Comanche...“ geschrien habe. Keogh soll seit diesem Ereignis sein Pferd wegen seiner Tapferkeit „Comanche“ gerufen haben.
Keogh benutzte auf längeren Märschen für gewöhnlich sein Pferd Paddy, während Comanche mit den anderen Reservepferden im Tross folgte. Keogh wechselte nur unmittelbar vor dem Kampf auf Comanche, da er dann noch relativ frisch und ausgeruht war. Er erfüllte mit ihm vielfältige Aufgaben für die 7. Kavallerie. Dazu gehörte Einsätze in Kentucky (gegen den Ku-Klux-Klan und Schwarzbrenner) während der Zeit der Reintegrierungsmaßnahmen in den Südstaaten. 1873 wurde Comanche während einer Schießerei mit Whiskeyschmugglern an der rechten Schulter verletzt. Danach wurde Keoghs Regiment nach South Dakota beordert, um dort illegale Goldsucher wieder aus den, den Prärieindianern vorbehaltenen Black Hills zu vertreiben, die gemäß dem zweiten Vertrag von Fort Laramie für weiße Siedler noch gesperrt waren. Im Mai 1876 beteiligte sich die 7. Kavallerie an einer Strafexpedition gegen die letzten frei lebenden Indianerstämme der nördlichen Plains. Im Zuge der nachfolgenden Ereignisse sollte auch Comanche Teil des Mythos rund um die blamable Niederlage der 7. Kavallerie in den Hügeln über dem Little Bighorn River werden.

### Schlacht am Little Bighorn
Neben Comanche hatten auch noch andere seiner Artgenossen die Schlacht vom 25. Juni 1876 lebend überstanden, waren aber dabei so schwer verwundet worden, dass sie noch vor Ort getötet werden mussten. Diejenigen, die nur leicht oder unverletzt geblieben waren, wurden von den Indianern weggeführt. Als sie zwei Tage nach der Schlacht aus ihrem Sommerlager abzogen, hatten sie wohl auch mehr als einhundert Kavalleriepferde (darunter vermutlich auch eine Bulldogge) im Gepäck. Der Wert dieser Beutepferde war für sie aber nicht sonderlich hoch. Das Standardfutter der Kavalleriepferde (Getreide) unterschied sich stark von der der genügsamen Präriepferde, die hauptsächlich aus Gräsern bestand. Die Kavalleriepferde waren aber an die eintönige Grasfütterung nicht gewöhnt und einige verendeten früher oder später daran.
Ein Maultiertreiber, Private William White, war unter den Ersten die kurz nach Abflauen der Kämpfe auf dem mit skalpierten und verstümmelten Leichen und Pferdekadavern übersäten Schlachtfeld eintraf. Allein 39 Tiere lagen rund um Custers last Stand auf dem der „Boy-General“ und sein gesamter Stab getötet worden waren. Die meisten waren von ihren Reitern erschossen worden um sie so als Deckung nutzen zu können. Als die Gefallenen geborgen und beerdigt wurden, fand man auch Captain Keoghs Leiche, sie lag inmitten der Soldaten seiner I-Kompanie. Sein linkes Knie war von einer Kugel zerschmettert worden, dessen Reitposition stimmte mit einer Schusswunde an Brust und Flanke von Comanche überein, was darauf hindeutet, dass Keogh noch bis unmittelbar vor seinem Tod im Sattel saß.
Zwei Tage nach der Schlacht fanden White und ein Sergeant, Milton J. DeLacey, das Tier, mit unter dem Bauch verdrehten Sattel, nahe dem Little Bighorn in einer Schlucht stehend. Es war schwer verletzt und wies insgesamt sieben Schusswunden auf (vier hinter der Schulter, eine durch einen Huf und eine an jedem Hinterlauf). Zuerst hielten beide es für das Beste es ebenfalls mit einem Gnadenschuss von seinem Elend zu erlösen, ein hinzugezogener Offizier entschied dann aber doch anders, da es sich offensichtlich noch soweit auf den Beinen halten konnte, um aus eigener Kraft den Versorgungsdampfer Far West zu erreichen. Seine Verletzungen waren zwar bedrohlich, aber nicht zwangsläufig tödlich, wenn man sie rasch und fachkundig behandelte. Die Soldaten versorgten – so gut es ging – seine Wunden vor Ort und tränkten Comanche noch zusätzlich mit Wasser und Alkohol, um ihn damit seine Schmerzen auf dem Weg zur Far West erträglicher zu machen, die etwa 15 Meilen vom Schlachtfeld entfernt, am Zusammenfluss von Little Bighorn mit dem Bighorn River vor Anker lag. Der Hufschmied Gustave Korn führte ihn bis zur Far West, die auch die Verwundeten aus Major Marcus Reno's Bataillon aufnahm.
An Bord richtete man zwischen Heck und Ruder einen provisorischen Pferch ein und schüttete hierzu noch extra Präriegras auf dem Boden aus. Auch 52 schwer verwundete Soldaten wurden mit der Far West abtransportiert, sie konnte die Fahrt nach Bismarck in 54 Stunden bewältigen. Später notierte Captain Grant Marsh hierzu in sein Logbuch:
„Das schwer verwundete Tier wurde so schonend wie möglich per Wagen nach Fort Lincoln gebracht, dieselbe Garnison, die es erst vor acht Wochen verlassen hatte.“
Der Hufschmied der Kompanie I, John Rivers (Keoghs Einheit) untersuchte Comanche in Fort Abraham Lincoln sorgfältig und stellte fest, dass er bei angemessener Behandlung eine sehr gute Überlebenschance hätte. Zunächst wurden drei der vier noch im Körper steckenden Kugeln entfernt, die letzte konnte erst im April 1877 entnommen werden. Nachdem das Tier von Rivers wieder vollständig gesundgepflegt worden war, was ca. ein Jahr dauerte, avancierte es bald zum lokalen Publikumsliebling, fälschlicherweise wurde es aber immer wieder als General Custers Pferd und als der einzige Überlebende der Schlacht bezeichnet, es handelte sich bei ihm aber eigentlich nur um das einzige dafür „offiziell geehrte“ Pferd.

## Ruhestand und Tod
Auf Anordnung des Standortkommandanten, Colonel Samuel D. Sturgis, wurde Comanche, nach seiner vollständigen Genesung per Dekret in den „Ruhestand“ versetzt. Anlässlich einer Gedenkzeremonie am 10. April 1878 wurde hierfür folgende Proklamation verkündet:
Im Juni 1879 wurde Comanche nach Fort Meade gebracht, wo er bis 1887 ein weitgehend sorgloses Pferdeleben führte. Als die 7. Kavallerie 1888 nach Fort Riley, Kansas, abkommandiert wurde, befand sich Comanche für ein Pferd zwar schon im fortgeschrittenen Alter, war aber immer noch bei guter Gesundheit. Als „lebendes Denkmal“ der Tragödie von 1876 genoss das Tier weiterhin unbeschränkt alle Privilegien und Ehren. Gustave Korn betreute Comanche auch noch, als seine Einheit 1890 zur Pine Ridge Agency in South Dakota beordert wurden. Am 29. Dezember 1890 wurde Korn beim Massaker von Wounded Knee, zusammen mit 30 anderen Soldaten und über 200 Sioux, getötet. Danach wurde Comanche wieder nach Fort Riley zurückgebracht, wo sich nun der Hufschmied Samuel J. Winchester um ihn kümmern sollte. Die meiste Zeit seines restlichen Lebens streifte er dort frei über die Weiden oder auch mal durch die Blumengärten der Offiziersdamen und frönte ansonsten seiner Vorliebe für Bier. Als besondere Ehrenbezeugung ernannte man das Tier etwas später sogar zum „stellvertretenden Kommandanten“ der 7. Kavallerie. Nur bei den gelegentlichen Regimentsparaden wurde er, in eine schwarze Schabracke gehüllt, mit Steigbügel und daran festgemachten, umgedrehten Stiefeln, an der Spitze des Regiments mitgeführt. Winchester war bei ihm als Comanche am 7. November 1891, im Alter von (vermutlich) 29 Jahren an einer Kolik verendete. Comanche war eines der vier Pferde in der Kriegsgeschichte der Vereinigten Staaten (neben Black Jack, Reckless und Chief), das mit allen militärischen Ehren bestattet wurde.

## Präparation
Nach seinem Tod beschloss man, den Kadaver vom damals besten verfügbaren Taxidermisten, Professor Lewis Lindsay Dyche, für die Nachwelt präparieren zu lassen, und brachte zu diesem Zweck Haut und Knochen des Pferdes ins Naturwissenschaftliche Museum der University of Kansas. Nachdem das Präparat fertiggestellt war, war aber offenbar das Interesse der Offiziere in Fort Riley daran weitgehend erloschen. Dyche machte ihnen daher das Angebot, auf die Zahlung seines Honorars i.d.H. von 400 Dollar für seine Arbeit zu verzichten, unter der Bedingung, dass seine Universität das Präparat behalten und ausstellen durfte. Daraufhin wurden seine Überreste nach der Einigung der Sammlung des Universitätsmuseums übergeben, alle Eigentumsrechte lagen ab da bei dieser Institution (genauer bei Lewis Dyche persönlich). Comanche wurde 1893 nach Chicago transportiert, um dort auf der World’s Columbian Exposition gezeigt zu werden. Er stand dort im Kansas-Pavillon zusammen mit Dyches – damals einzigartigem – Panorama nordamerikanischer Säugetiere. Bis in die 1970er Jahre befand sich ein Hinweis, er sei der einzige Überlebende der Schlacht gewesen, am Exponat.
2005 wurde Comanche, nachdem seit den 1950er Jahren nichts mehr an dem Exponat und dem Ausstellungsraum, in dem es sich befand, geändert worden war, in einen neuen Schauraum gebracht. Es folgte eine aufwendige Restaurierung durch den Museumskonservator Terry Brown, in der unter anderem aufgerissene Nähte, beschädigte Fellteile und andere Mängel ausgebessert bzw. behoben wurden. Comanche ist derzeit in einem vor Feuchtigkeit geschützten Glaskasten im Museum für Naturgeschichte der Universität von Kansas, Dyche Hall, Lawrence, Kansas, ausgestellt.